# Lexus TX
Lexus TX (укр. Лексус ТеІкс) — середньорозмірний преміум-кросовер, що випускається Toyota Motor Corporation з 2023 року. Автомобіль прийшов на заміну Lexus RX L.

## Опис

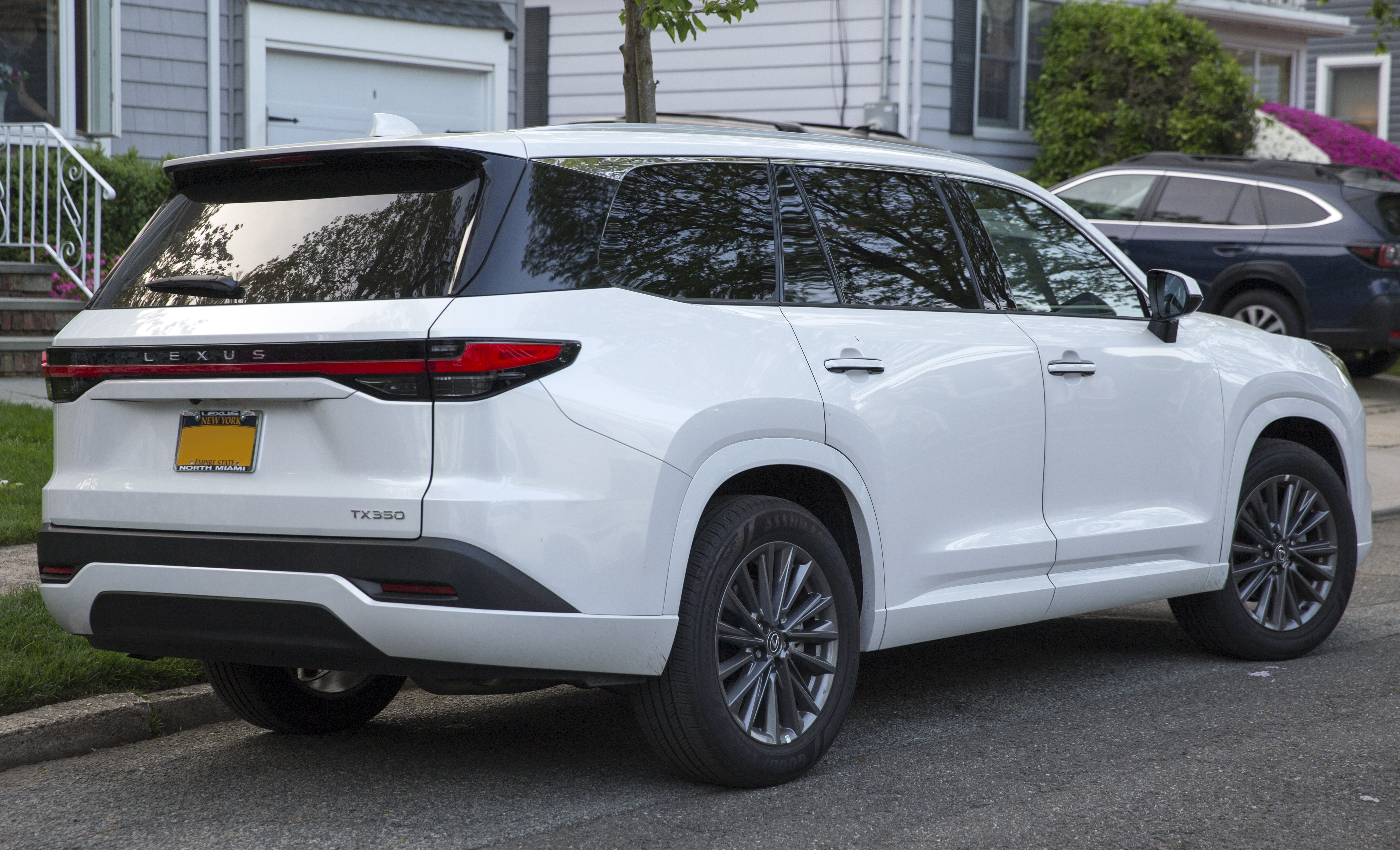
Lexus TX 350 AWD

Новий кросовер Lexus збудували на платформі TNGA-K, що й Toyota Grand Highlander і пропонують у версіях на 7 та 8 місць. Модель випускатимуть у бензинових та гібридних модифікаціях.
Модель займе нішу між п'ятимісним кросовером Lexus RX та рамним позашляховиком LX, а ключовим для неї стане північноамериканський ринок.
Акустика Mark Levinson.

## Двигуни
- TX 350 2.4 L T24A-FTS turbo I4 275 к.с. 430 Нм
- TX 500h 2.4 L T24A-FTS turbo I4 + синхронні електродвигуни передній 1ZM 86 к.с. і задній 1YM 102 к.с. сумарно 367 к.с. 550 Нм
- TX 550h+ 3.5 L 2GR-FXS V6 + синхронні електродвигуни передній 1ZM 179 к.с. і задній 1YM 102 к.с. сумарно 406 к.с.